# Bus 99 (Jérusalem)

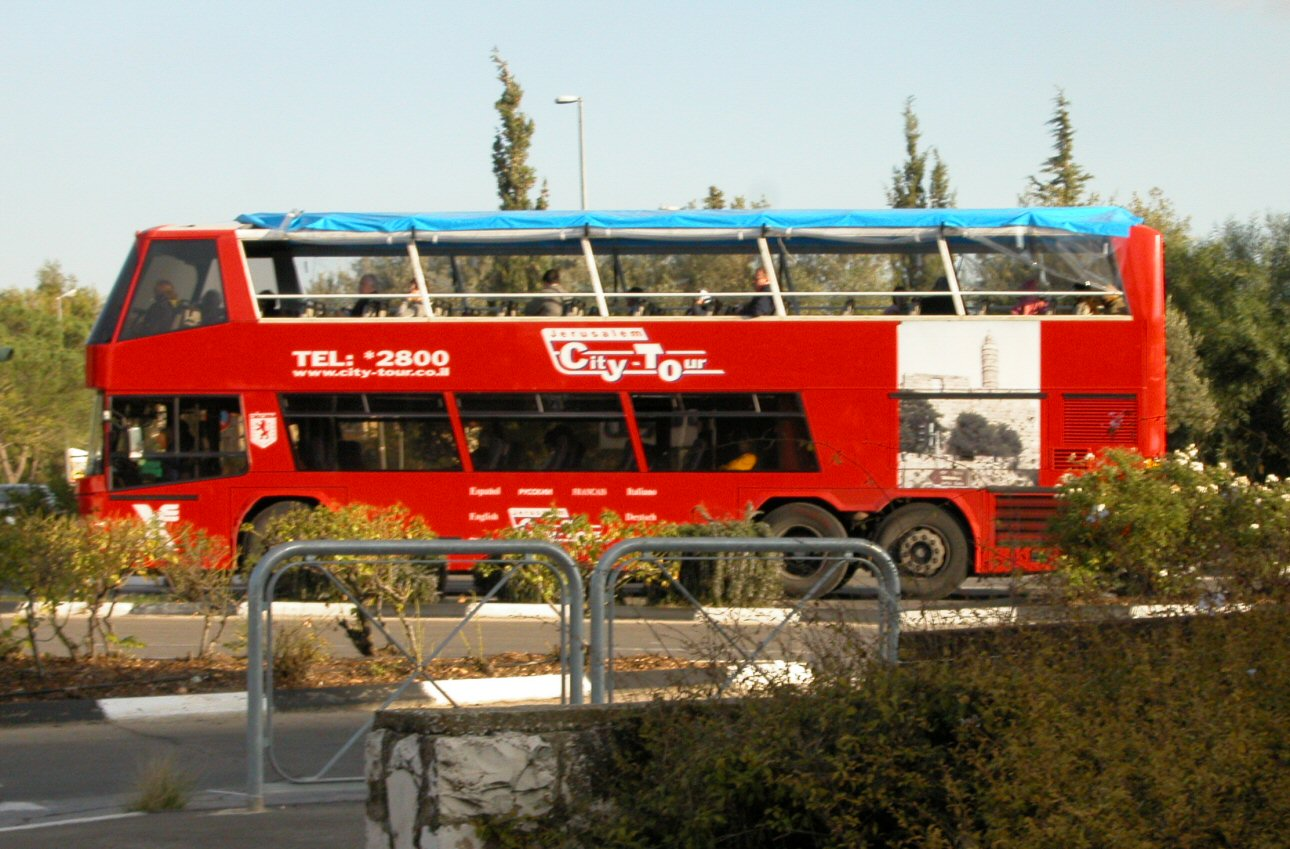
Bus 99

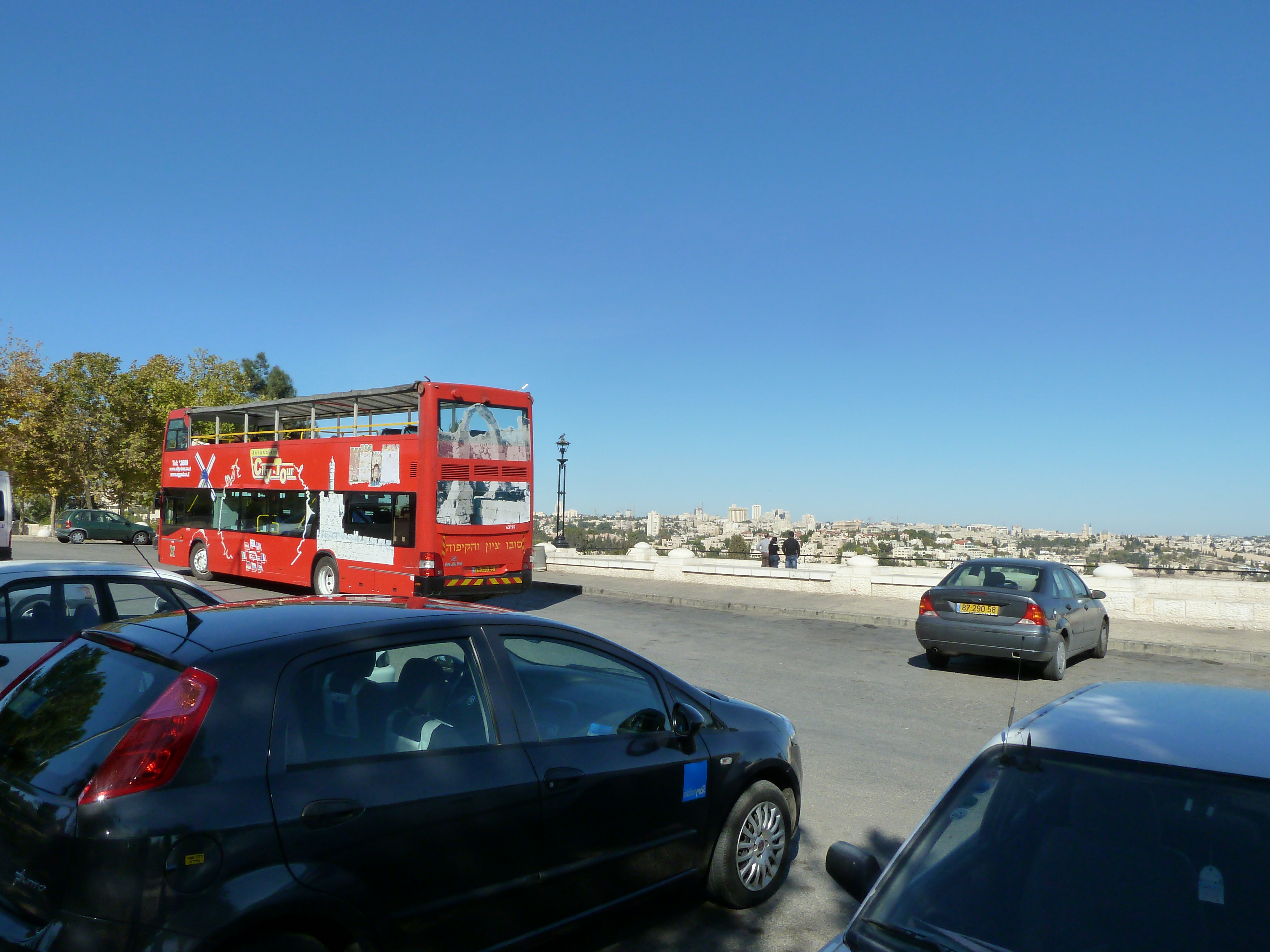
Promenade Haas

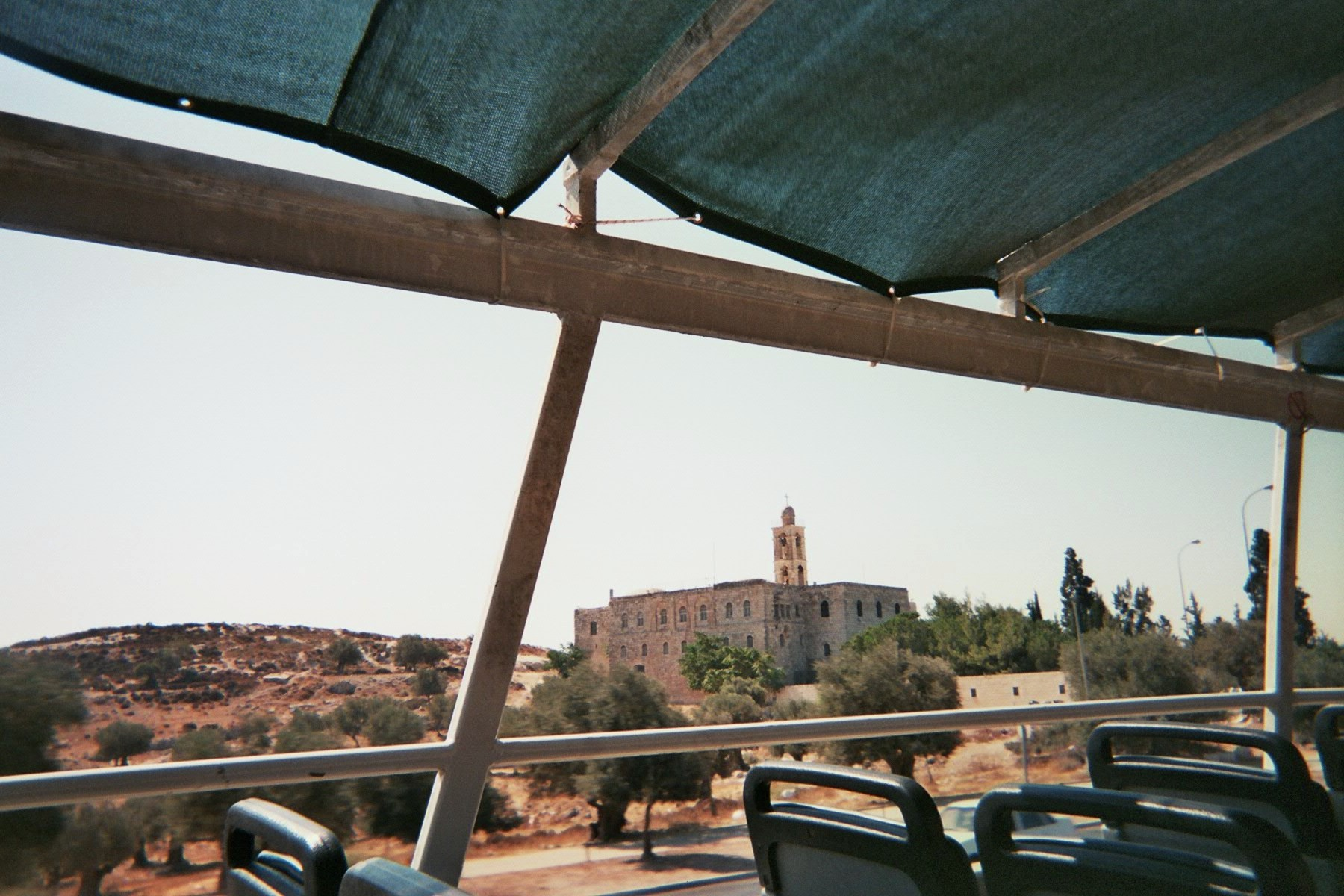
le Monastère Mar Elias vu du bus 99, depuis la route d'Hébron

Le Bus 99 de Jérusalem est un bus touristique qui fait le tour des principaux sites touristiques de la ville de Jérusalem. Il part de la Gare centrale de Jérusalem (en), route de Jaffa, environ toutes les deux heures.
En coopération avec City Tour et la municipalité de Jérusalem, la Coopérative d'autobus Egged propose le Bus 99, un bus panoramique à deux étages qui relie toutes les principales attractions touristiques de Jérusalem, et permet aussi d'en découvrir d'autres aspects moins connus. Avec un même ticket à la journée, les passagers peuvent descendre et remonter à chacun des 27 arrêts de bus de la ligne. Le tour complet dure environ deux heures. Des commentaires audios enregistrés sont disponibles dans huit langues différentes (dont le français), au moyen d'écouteurs.

## Quartiers nord
Le voyage commence à la gare centrale des bus et longe toute la rue de Jaffa et la ligne de tramway (en construction), avant de partir à l'assaut du Mont Scopus. Il passe devant la synagogue Zoharei Chama (1908) avec son curieux cadran solaire flanqué de deux horloges.

## Centre ville
Après avoir fait le tour de la vieille ville et du Mont Sion, on emprunte la rue du Roi David (David Ha-Melekh) qui fait face à la citadelle de David et où se trouve la plupart des hôtels de prestige : Palace Hotel (en cours de reconstruction), David's Citadel, King David, Y.M.C.A., Eldan, Dan Panorama, King Salomon, Inbal, etc. puis longe le quartier de Yemin Moshe où trône le moulin (en) de Montefiore (qui n'a jamais fonctionné), et au bout de la rue, la fontaine aux lions offerte en 1986 par l'ancien chancelier allemand Helmut Kohl, en face de l'église écossaise Saint-André.

## Quartiers Sud
On fait un détour par la Promenade Haas dans le quartier de Talpiot, d'où l'on a la meilleure vue panoramique sur la vieille ville depuis le sud.
En descendant vers Gilo sur la route d'Hébron, on franchit la ligne verte de 1967 sans s'en apercevoir au niveau du monastère Mar Elias.
Le bus 99 passe à côté du Parc Technologique de Mal'ha (מלחה) ou Man'hat (מנחת) et du stade Teddy Kollek, puis du complexe immobilier de luxe "Holyland" (32 étages) dans le quartier de Ramat Sharett.

## Quartiers Est
On peut admirer le stabile de Calder un geste pour Jérusalem au pied du mont Herzl (terminus du tramway), qui a été entièrement repeint à neuf en 2008 (les couleurs se fanent très vite au soleil), Yad Vashem, le Sanctuaire du Livre, la Knesset, la Cour suprême et le pont suspendu du tramway (inauguré le 25 juin 2008).